# 径河街道
径河街道，是中华人民共和国湖北省武汉市东西湖区下辖的一个乡镇级行政单位。

## 行政区划
径河街道下辖以下地区：
集镇社区、民田社区、永丰社区、先锋社区、新河社区、水产社区、西湖社区、官塘角社区、石家坡社区、稻香社区、莲花湖社区、海景北区社区、电犁社区、永丰苑社区和赛洛城社区。